# 华北卷耳
华北卷耳（学名：Cerastium limprichtii）是石竹科卷耳属的植物，是中国的特有植物。分布在中国大陆的河北、陕西等地，生长于海拔3,000米至3,500米的地区，一般生长在山顶岩石上、山地草地路旁或林下，目前尚未由人工引种栽培。